# Magenta (Farbe)
Magenta ist eine bestimmte der Purpur-Farben, die beim Sehen infolge durch die dabei stattfindende additive Farbmischung aus Rot und Blau wahrgenommen werden. Der Name wurde zuerst verwendet als Synonym für den Anilinfarbstoff Fuchsin, der erstmals 1858 hergestellt worden war. Fuchsin ist eine stoffliche Mischung aus rotem und blauem Farbstoff. Die jeweils kleinen und eng gemischten Farbstoffteilchen reflektieren einerseits rotes und andererseits blaues Licht.
Der Name stammt von dem italienischen Ort Magenta in der Nähe von Mailand, als dort in einer Schlacht im Sardinischen Krieg so viel Blut vergossen wurde, dass der Boden diese Farbe annahm. Die französische Gemeinde gleichen Namens hat die heraldisch seltene Tingierung im Wappen.

## Farblehre
Die Farbe Magenta ist keine Spektralfarbe, sondern liegt auf der Purpurlinie, entsteht also nur durch additive Mischung der Farben rot und blau. Im Modell nach Helmholtz ist sie die Komplementärfarbe zu Grün. Magenta stellt eine der Grundfarben des CMY-Farbraumes dar, der die Grundlage für den Vierfarbdruck bildet. Dabei wird sie durch einen Farblack realisiert. Im RGB-Farbraum dagegen wird die additive Mischung der maximalen Intensitäten für Rot und Blau als Magenta bezeichnet, dies entspricht im 8-Bit Modus dem Wert RGB = (255, 0, 255) dezimal bzw. FF00FF hexadezimal. Die in den RGB- und CMY-Farbräumen definierten Magenta weichen voneinander und vom idealen Magenta auf der Purpurlinie sichtbar ab.

## Markennutzung
Das Telekommunikationsunternehmen Deutsche Telekom AG hat die Farbe Magenta (RAL-4010) als Farbmarke für Waren und Dienstleistungen aus dem Bereich der Telekommunikation unter der Registernummer 39552630.2 registrieren lassen. Konkurrierende Unternehmen können daher bei Einsatz dieser Farbe in der Werbung abgemahnt werden. Das Corporate Design ist seit der Privatisierung 1995 gänzlich auf diese Farbe ausgerichtet, auch die öffentlichen Telefone sind zum Großteil in magenta. Das Unternehmen versucht seit Jahren, den Farbton gerichtlich schützen zu lassen und erzielte damit auch Erfolge vor dem Bundesgerichtshof.

## Sonstiges

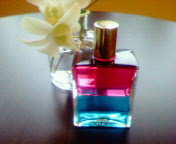
Aura-Soma-Flasche Nr. 75 mit Magenta über Türkis

- Die Farbe Magenta soll eine Rolle in der von Johann Wolfgang von Goethe entwickelten Farbenlehre spielen.[4]
- Die in den 1980er Jahren in England entstandene Farb-Licht-Therapie Aura-Soma verwendet die Farbtöne „Magenta“ und „Tiefmagenta“. Die erste Variante ist ein leuchtender Farbton zwischen Rot und Violett; bei der zweiten Variante handelt es sich um einen extrem dunklen, oberflächlich betrachtet beinahe schwarzen Farbton, der nur, wenn Licht durchscheint, als Magenta zu erkennen ist.[5]